# Atletismo nos Jogos Pan-Americanos de 1951 - Salto em distância feminino
A prova do salto em distância feminino nos Jogos Pan-Americanos de 1951 foi realizada em Buenos Aires, Argentina.

## Medalhistas
| Ouro                       | Prata                | Bronze                      |
| Betty Kretschmer CHI Chile | Lisa Peter CHI Chile | Wanda dos Santos BRA Brasil |

## Resultados
| Posição           | Nome             | Nacionalidade      | Marca | Notas |
| ----------------- | ---------------- | ------------------ | ----- | ----- |
| Medalha de ouro   | Betty Kretschmer | CHI Chile          | 5.42  |       |
| Medalha de prata  | Lisa Peter       | CHI Chile          | 5.20  |       |
| Medalha de bronze | Wanda dos Santos | BRA Brasil         | 5.18  |       |
| 4                 | Olga Bianchi     | ARG Argentina      | 5.12  |       |
| 5                 | Lilián Buglia    | ARG Argentina      | 5.08  |       |
| 6                 | Nancy Phillips   | USA Estados Unidos | 5.03  |       |
| 7                 | Elena Hoss       | ARG Argentina      | 4.99  |       |
| 8                 | Evelyn Lawler    | USA Estados Unidos | 4.93  |       |